# Alte cariche dello Stato della Repubblica Italiana

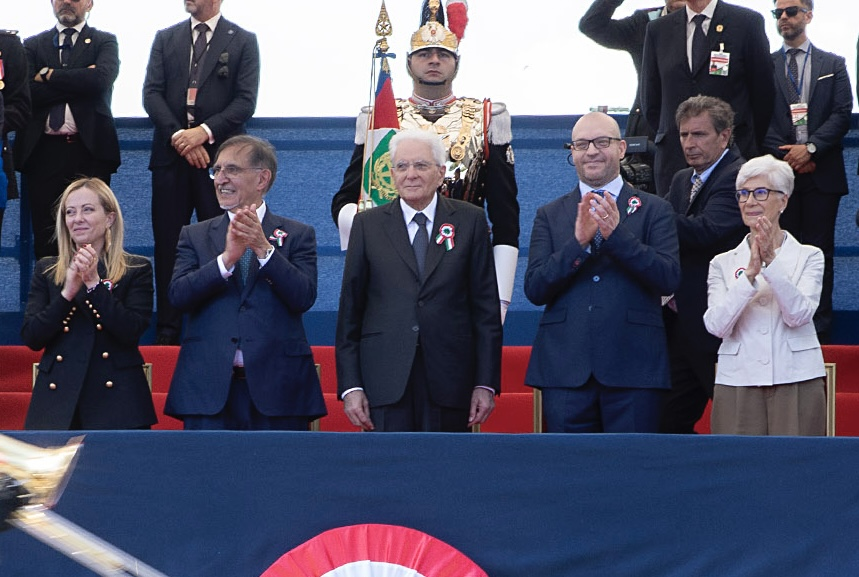
Le cinque più alte cariche dello Stato: da sinistra, Meloni, La Russa, Mattarella, Fontana e Sciarra (2 giugno 2023)

Le Alte cariche dello Stato della Repubblica Italiana sono le cinque cariche più rilevanti del sistema costituzionale italiano; in funzione dell'ordine di protocollo sono:
1. Presidente della Repubblica
2. Il Presidente del Senato della Repubblica e il Presidente della Camera dei deputati (ha la precedenza il più anziano)
3. Presidente del Consiglio dei ministri
4. Presidente della Corte costituzionale.

Le cinque cariche rappresentano il sistema politico italiano organizzato secondo il principio di separazione dei poteri: il potere legislativo, attribuito al Parlamento, viene rappresentato dai Presidenti della Camera dei deputati e del Senato; il potere esecutivo, spettante al Governo, è rappresentato dal Presidente del Consiglio dei ministri; il potere giudiziario è rappresentato dal Presidente della Corte costituzionale. Il Presidente della Repubblica è la massima carica dello Stato e ne rappresenta l'unità, oltre che fungere, coadiuvato dalla Corte costituzionale, da garante della Costituzione. 
Essendo l'Italia una repubblica parlamentare, i presidenti del Senato e della Camera sono considerati maggiormente rilevanti e per tale motivo precedono il Presidente del Consiglio.

## Protocollo
Durante le cerimonie ufficiali, i rappresentanti delle cinque alte cariche dello Stato siedono insieme secondo l'ordine del protocollo, sovente formando un gruppo separato rispetto alle altre autorità convenute. La presenza del Presidente della Repubblica è segnalata dallo stendardo presidenziale, talvolta sorretto da un corazziere alle spalle del presidente stesso.
Le cinque alte cariche dello Stato, insieme ai Presidenti emeriti della Repubblica, fanno parte della prima categoria, secondo il protocollo, che ne regola la disposizione secondo il codice seguente:
Prima categoria
1. Presidenti delle due Camere A1
2. Presidente del Consiglio dei ministri A2
3. Presidente della Corte costituzionale A3
4. Presidenti emeriti della Repubblica A4

## Durata del mandato
La durata delle cariche è diversa fra loro e segue altri esempi di costituzione che definiscono uno Stato come repubblica parlamentare: il Presidente della Repubblica dura in carica di più del Parlamento e dei suoi relativi presidenti (come accade in Germania, in Austria o Slovenia per esempio), mentre il Presidente del Consiglio, con il suo gabinetto, è legato al rapporto di fiducia con il Parlamento, anche se, allorquando avviene una nuova elezione politica, è prassi rassegnare comunque le dimissioni e formare un nuovo governo. Inoltre, è consuetudine che il Presidente del Consiglio presenti dimissioni di cortesia quando si elegge nuovo Presidente della Repubblica, che gentilmente le rifiuta.
La carica di Presidente del Consiglio è l'unica a non essere elettiva, infatti esso è nominato dal Presidente della Repubblica dopo aver condotto apposite consultazioni.
L'incastro delle varie durate di mandato segue il principio di pesi e contrappesi individuato dalla costituzione repubblicana ed è conseguente alla natura stessa della carica.
| Durata mandato | Carica                                | Note |
| -------------- | ------------------------------------- | --- |
| 7 anni         | Presidente della Repubblica           | La carica di Presidente della Repubblica dura sette anni dal momento che, come i giudici costituzionali, si parla di un ruolo di garanzia, pertanto la maggior durata in carica permette di non legare eccessivamente il presidente alla maggioranza che lo ha eletto, oltre che a garantire un punto di stabilità fra le cariche dello Stato.                                                         |
| 5 anni         | Presidente del Senato                 | La presidenza è legata alla durata della legislatura. |
| 5 anni         | Presidente della Camera               | La presidenza è legata alla durata della legislatura. |
| 3 anni         | Presidente della Corte costituzionale | La Corte costituzionale elegge al suo interno il presidente che rimane in carica tre anni ed è rieleggibile, salvo i termini di scadenza novennali dall'ufficio di giudice. Fino al 1967 la durata del mandato era di quattro anni rinnovabile. Spesso però il presidente rimane in carica meno del mandato poiché è prassi eleggere presidenti che sono prossimi alla scadenza di mandato di giudici. |
| Indefinito     | Presidente del Consiglio              | Il presidente è legato fondamentalmente al rapporto di fiducia con il parlamento, come prevede l'articolo 94 della Costituzione. |

## Le attuali alte cariche
| Ordine | Ritratto | Nome              | Carica                                                          | Inizio mandato  | Partito di provenienza   |
| ------ | -------- | ----------------- | --------------------------------------------------------------- | --------------- | ------------------------ |
| 1      |          | Sergio Mattarella | Presidente della Repubblica Italiana                            | 3 febbraio 2015 | Indipendente             |
| 2      |          | Ignazio La Russa  | Presidente del Senato della Repubblica                          | 13 ottobre 2022 | Fratelli d'Italia        |
| 3      |          | Lorenzo Fontana   | Presidente della Camera dei Deputati                            | 14 ottobre 2022 | Lega per Salvini Premier |
| 4      |          | Giorgia Meloni    | Presidente del Consiglio dei ministri della Repubblica Italiana | 22 ottobre 2022 | Fratelli d'Italia        |
| 5      |          | Giovanni Amoroso  | Presidente della Corte costituzionale                           | 21 gennaio 2025 | Indipendente             |

## Sedi di Rappresentanza
| Ordine | Foto | Sede                   | Ospita                                | Dal  |
| ------ | ---- | ---------------------- | ------------------------------------- | ---- |
| 1      |      | Palazzo del Quirinale  | Presidenza della Repubblica           | 1948 |
| 2      |      | Palazzo Giustiniani    | Presidenza del Senato                 | 1926 |
| 3      |      | Palazzo Montecitorio   | Presidenza della Camera               | 1871 |
| 4      |      | Palazzo Chigi          | Presidenza del Consiglio dei ministri | 1961 |
| 5      |      | Palazzo della Consulta | Presidenza della Corte costituzionale | 1955 |

## Alte cariche dello Stato ricoperte da donne
In tutta la storia politica della Repubblica Italiana, sette donne hanno ricoperto un'alta carica dello Stato: tre quella di Presidente della Camera, due quella di Presidente della Corte costituzionale, una quella di Presidente del Senato e una quella di Presidente del Consiglio. 
L'unica alta carica dello Stato mai ricoperta da una donna è quella di Presidente della Repubblica.
L'11 dicembre 2019, per la prima volta nella storia, due donne occupano contemporaneamente due alte cariche dello Stato.
- Presidente del Senato:
  - Maria Elisabetta Alberti Casellati (FI; 24 marzo 2018 – 12 ottobre 2022)
- Presidente della Camera:
  - Nilde Iotti (PCI; 20 giugno 1979 – 22 aprile 1992)
  - Irene Pivetti (LN; 16 aprile 1994 – 8 maggio 1996)
  - Laura Boldrini (SEL; 16 marzo 2013 – 22 marzo 2018)
- Presidente del Consiglio:
  - Giorgia Meloni (FdI; dal 22 ottobre 2022)
- Presidente della Corte costituzionale:
  - Marta Cartabia (11 dicembre 2019 – 13 settembre 2020)
  - Silvana Sciarra (20 settembre 2022 – 11 novembre 2023)